# Llau del Racó de Catxí
La llau del Racó de Catxí és una llau del terme municipal de Conca de Dalt, al Pallars Jussà, a l'antic terme d'Hortoneda de la Conca.
Es forma als Clots de la Bòfia, al vessant occidental de la Serra de Coll de Neda, des d'on davalla cap al sud-oest i en uns 500 metres de recorregut s'aboca en el barranc de la Creu entre les Obagues de Senllí (sud) i les Solanes.